# Emiya-san chi no kyō no gohan
Emiya-san chi no kyō no gohan (衛宮さんちの今日のごはん? lett. "Oggi si mangia a casa Emiya"), tradotto internazionalmente in Today's Menu For Emiya Family, è una serie manga parodistica illustrata da TAa sotto la supervisione di Type-Moon, facente parte del media franchise della visual novel Fate/stay night, pubblicata sul sito internet Young Ace Up di Kadokawa Shoten.
Una serie anime ONA prodotta dallo studio Ufotable è stata annunciata il 31 dicembre 2017 durante il Fate Project Ōmisoka TV Special 2017 con il primo episodio uscita subito dopo sul canale streaming Abema TV, portale che ospiterà i nuovi episodi, ognuno in uscita il primo del mese per tutto il 2018.

## Trama
La serie segue le vicende del protagonista Shirō Emiya nel cimentarsi nella cucina della casa degli Emiya preparando pietanze della cucina giapponese. I restanti personaggi della serie Fate faranno abitualmente la loro comparsa per godere dei suoi risultati.

## Media

### Manga
Il manga, sceneggiato da Type-Moon e disegnato da TAa, viene serializzato dal 26 gennaio 2016 sulla rivista Young Ace Up edita da Kadokawa Shoten. I vari capitoli vengono raccolti in volumi tankōbon dal 26 gennaio 2017.

#### Volumi
| Nº | Data di prima pubblicazione | Data di prima pubblicazione                                                                | Data di prima pubblicazione |
| Nº | Giapponese                  | Giapponese                                                                                 |                             |
| -- | --------------------------- | ------------------------------------------------------------------------------------------ | --------------------------- |
| 1  | 26 gennaio 2017             | ISBN 978-4-04-105231-0                                                                     |                             |
| 2  | 26 dicembre 2017            | ISBN 978-4-04-106391-0                                                                     |                             |
| 3  | 22 settembre 2018           | ISBN 978-4-04-107355-1                                                                     |                             |
| 4  | 25 luglio 2019              | ISBN 978-4-04-108475-5                                                                     |                             |
| 5  | 22 febbraio 2020            | ISBN 978-4-04-108477-9                                                                     |                             |
| 6  | 26 gennaio 2021             | ISBN 978-4-04-110820-8 (ed. regolare) ISBN 978-4-04-110819-2 (ed. limitata con ricettario) |                             |
| 7  | 8 ottobre 2021              | ISBN 978-4-04-111679-1                                                                     |                             |
| 8  | 26 agosto 2022              | ISBN 978-4-04-112515-1 (ed. regolare) ISBN 978-4-04-112516-8 (ed. limitata con ricettario) |                             |
| 9  | 25 novembre 2023            | ISBN 978-4-04-113252-4                                                                     |                             |
| 10 | 26 agosto 2024              | ISBN 978-4-04-115223-2                                                                     |                             |
| 11 | 25 marzo 2025               | ISBN 978-4-04-115426-7                                                                     |                             |

### Anime

I personaggi della serie nella sigla finale

Un adattamento ONA diretto da Takahiro Miura e Tetsuto Satō e prodotto dallo studio d'animazione Ufotable è stato trasmesso in streaming sul portale Abema TV dal 31 dicembre 2017 al 1º gennaio 2019 per un totale di tredici episodi pubblicati a cadenza mensile. La serie è stata presentata in anteprima durante lo speciale televisivo di Capodanno del Fate Project tenutosi il 31 dicembre 2017, giorno dell'uscita del primo episodio. Toko Uchimura ha curato il character design mentre Gō Shiina ha composto la colonna sonora. La sigla d'apertura è Apron Boy (エプロンボーイ?, Epuron Bōi) cantata da DJ Misoshiru & MC Gohan mentre quella di chiusura è Collage (コラージュ?, Korāju) interpretata da Sangatsu no Phantasia.

#### Episodi
| Nº | Titolo italiano (traduzione letterale) Giapponese 「Kanji」 - Rōmaji                                                                                    | In onda           | In onda |
| Nº | Titolo italiano (traduzione letterale) Giapponese 「Kanji」 - Rōmaji                                                                                    | Giapponese        |         |
| 1  | Soba di fine anno 「年越しそば」 - Toshikoshi soba | 31 dicembre 2017  |         |
| 2  | Salmone e funghi al cartoccio con burro 「鮭ときのこのバターホイル焼き」 - Sake to kinoko no bataa hoiruyaki                                            | 1º febbraio 2018  |         |
| 3  | Chirashi-sushi primaverile 「春のちらし寿司」 - Haru no chirashizushi                                                                                   | 1º marzo 2018     |         |
| 4  | Verdure primaverili e tramezzini al bacon 「春野菜とベーコンのサンドイッチ」 - Haru yasai to becon no sandoicchi                                        | 1º aprile 2018    |         |
| 5  | Sformato di germogli di bambù 「たけのこグラタン」 - Take no ko guratan                                                                                 | 1º maggio 2018    |         |
| 6  | Il primo hamburger 「はじめてのハンバーグ」 - Hajimete no hanbāgu                                                                                       | 1º giugno 2018    |         |
| 7  | Rinfrescarsi e mangiare facilmente del chasuke freddo 「さらりと頂く冷やし茶漬け」 - Sarari to itadaku hiyashi chazuke                                  | 1º luglio 2018    |         |
| 8  | Il riso saltato ai diversi ingredienti di Tohsaka 「遠坂さんの五目炒飯」 - Tōsaka-san no gomoku chāhan                                                  | 1º agosto 2018    |         |
| 9  | Il gusto dell'autunno: l'allenamento di Caster alla cucina giapponese 「秋の味覚-キャスター和食修行編-」 - Aki no mikaku - Kyasutā washoku shugyō-hen - | 1º settembre 2018 |         |
| 10 | I nugget hanno un buon sapore quando si fanno cool 「冷めても美味しいからあげ」 - Samete mo oishii karaage                                              | 1º ottobre 2018   |         |
| 11 | Il super special uovo compresso nel riso 「特製ふわとろオムライス」 - Tokusei fuwatoro omuraisu                                                         | 1º novembre 2018  |         |
| 12 | Il roast beef cucinato in tegame 「フライパンだけで作るローストビーフ」 - Furaipan dake de tsukuru rōsutobīfu                                           | 1º dicembre 2018  |         |
| 13 | Spezzatino commovente 「あったか寄せ鍋」 - Attaka yosenabe                                                                                              | 1º gennaio 2019   |         |

### Videogioco
Un adattamento videoludico del manga, intitolato Mainichi♪ Emiya-sanchi no kyō no gohan (毎日♪衛宮さんちの今日のごはん? lett. "Tutti i giorni♪ Il menu di oggi per la famiglia Emiya") è stato pubblicato da Aniplex per Nintendo Switch come gioco scaricabile. Il titolo doveva essere pubblicato a maggio 2020 ma è stato posticipato al 28 aprile 2021 a causa della pandemia di COVID-19. Aniplex ha successivo annunciato che il gioco sarebbe stato pubblicato in Nord America il 2 giugno 2021.

## Accoglienza
Il primo volume è arrivato al settimo posto nella classifica settimanale dei manga di Oricon nella prima settimana dalla sua uscita, dal 23 al 29 gennaio 2017, con 53 982 copie vendute; all'inizio di gennaio 2018 erano state vendute un totale di 229 685 copie. Il secondo volume è stato il quinto nelle vendite durante la sua prima settimana (25-31 dicembre 2017) con 91 457 copie vendute; a metà gennaio 2018 erano state vendute complessivamente 169 967 unità.